# Патара-Ханчали
Патара-Ханчали (груз. პატარა ხანჩალი, арм. Փոքր Խանչալի) — село в Грузии, на территории Ниноцминдского муниципалитета края (мхаре) Самцхе-Джавахети.

## География
Село находится в южной части Грузии, в пределах Джавахетского нагорья, на юго-западном берегу озера Ханчали, на расстоянии приблизительно 4 километров (по прямой) к юго-западу от города Ниноцминда, административного центра муниципалитета. Абсолютная высота — 1956 метров над уровнем моря.

## Население
По результатам официальной переписи населения 2014 года, в Патара-Ханчали проживало 554 человека (274 мужчины и 280 женщин). В национальной структуре населения армяне составляли 99,3 %, грузины — 0,7 %.
| Год  | Население, человек |
| ---- | ------------------ |
| 2002 | 706                |
| 2014 | ↘ 554              |